# 301623 Wynn-Williams
301623 Wynn-Williams este o planetă minoră (asteroid) din centura de asteroizi. A fost descoperită pe 16 februarie 2010 la Haleakalā Observatory⁠(d) de . 
Obiectul prezintă o orbită caracterizată de o semiaxă mare de 2,3524934049005 UAi, o excentricitate de 0,081029091937262, o înclinație de 7,2828327712646 ° în raport cu ecliptica.